# Японский морской лев
Японский морской лев (лат. Zalophus japonicus) — вид вымерших ластоногих из семейства ушастых тюленей.
Японский морской лев обитал в Японском море на восточном побережье Кореи, западном и восточном побережье Японии, вокруг Курильских островов и Сахалина на южном побережье российского Дальнего Востока и на южной оконечности полуострова Камчатка в Охотском море и в северной части острова Рюкю.
Японский морской лев был очень похож на своего ближайшего родственника, калифорнийского морского льва (Zalophus californianus). Самцы были от тёмно-серого до тёмно-коричневого окраса, длиной от 2,3 до 2,5 метров и весили от 450 до 560 кг. Таким образом, они были немного крупнее самцов калифорнийских морских львов. Старые самцы имели почти чёрный мех. Самки были значительно меньше по длине — от 1,40 до 1,64 м — и имели более светлую окраску.
Японские морские львы жили на прибрежье и редко удалялись от ближайшего берега в открытое море на расстояние более 16 км. Для размножения они выбирали плоские участки побережья с песчаным грунтом.
Долгое время японского морского льва рассматривали как подвид калифорнийского морского льва. Только исследование морфологии черепа в 2003 году позволило присвоить статус отдельного вида. Череп японского морского льва больше и шире, чем у его калифорнийского родственника, за верхними клыками у него было больше шести зубов, тогда как у калифорнийских морских львов их только пять. Проведенный японскими учеными генетический анализ не дал однозначного подтверждения или опровержения справедливости классификации японского морского льва в качестве отдельного вида.
Основной причиной вымирания японского морского льва стали охота и преследование рыбаками. В середине 19-го века, популяция насчитывала от 30 000 до 50 000 особей. Несмотря на обширный поиск животных в их исконной среде обитания, с конца 1950-х годов наблюдения не задокументированы. Последние достоверные сведения о 50—60 особях на островах Лианкур зафиксированы в 1951 году.